# Тулніч
Тулніч (рум. Tulnici) — село у повіті Вранча в Румунії. Входить до складу комуни Тулніч.
Село розташоване на відстані 170 км на північ від Бухареста, 46 км на північний захід від Фокшан, 118 км на північний захід від Галаца, 87 км на схід від Брашова.

## Населення
За даними перепису населення 2002 року у селі проживали 2424 особи, з них 2423 особи (> 99,9%) румунів. Усі жителі села рідною мовою назвали румунську.